# Museum Grafschaft Dassel

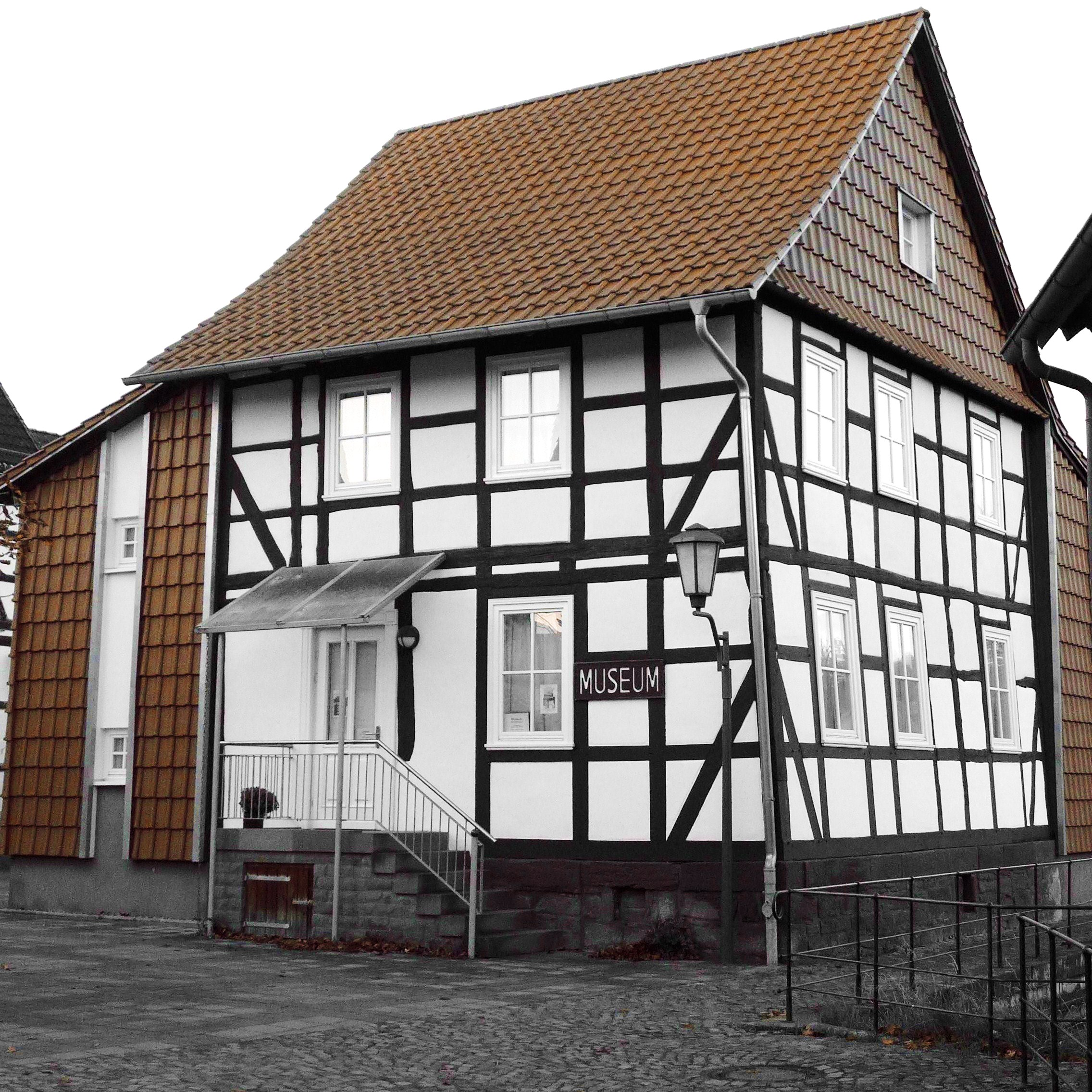
Museum Grafschaft Dassel

Das Museum Grafschaft Dassel ist ein Museum in der Stadt Dassel in Südniedersachsen. Namensgebender Themenschwerpunkt ist die Grafschaft Dassel.

## Geschichte
1895 errichtete man in der Stadt die Gebäude des Forstamtes, das auf die Forstinspektion Dassel und auf einen älteren hildesheimischen, das Amt Hunnesrück umfassenden, Oberförsterbezirk zurückging. Nachdem das Forstamt Anfang der 1970er Jahre in einen Neubau verlegt worden war, wurde hier 1973 die erste museale Ausstellung zur Geschichte der Stadt Dassel eröffnet. Als Anfang der 1990er Jahre diverse Schäden an dem Gebäude auftraten, wurde die Ausstellung geschlossen.
Im Jahr 1993 kaufte die Stadt Dassel ein am Spüligbach neben der Blankschmiede Neimke gelegenes, in Ständerbauweise mit zwei Anbauten aufgeführtes Wohn-Fachwerkhaus. Ein Umbau zum Museum erfolgte 2006, nachdem sich ein Förderverein gegründet hatte, der private und öffentliche Fördermittel einwarb. Mittels einer Entkernung des Hauses wurde die ursprüngliche Raumaufteilung in Zimmer und Hausflure aufgehoben. Für den neuen Nutzungszweck wurde der Baukörper in mehrere zueinander offene Ebenen gegliedert. 2007 erfolgte die Eröffnung des Museums.
Das Museum wird vom Förderverein Museum Grafschaft Dassel betrieben.

## Die Sammlung
Ebene 0
Im Umfeld einer örtlichen Eisenhütte siedelte sich im frühen 20. Jahrhundert ein Betrieb zur Herstellung und Verarbeitung von Gusseisen in der Stadt an. Da Kunstguss in seiner Frühphase zu seinen Produkten gehörte, sind einige dieser Werke ausgestellt.
Ebene 1
In diese Ebene führt der Eingang über eine steinerne Freitreppe. Hauptthemen sind die Stadtanlage seit dem Mittelalter, bauliche Relikte der frühen Neuzeit sowie das Wirken einiger Persönlichkeiten der Neuzeit in der Stadt.  
Ebene 2
Dabei handelt es sich um das westliche Zwischengeschoss, das als Fläche für Sonderausstellungen dient. Diese Ebene wird zweimal jährlich neu gestaltet und bietet eine Plattform für die Geschichte der Stadtteile sowie Kunst und Kultur der Stadt. 
Ebene 3
Bedeutende Persönlichkeiten aus dem Geschlecht der Grafen von Dassel und ihre verwandtschaftlichen Beziehungen werden dargestellt. Zudem wird der Aufbau von einigen ihrer Burgen gezeigt. Auch wird auf mittelalterliche Geschlechter eingegangen, die Lehensnehmer oder Burgmannen der Grafen von Dassel waren. 
Ebene 4
Die Geschichte der Firma Hahnemühle wird aufgezeigt, die im Stadtgebiet ansässig ist und hochwertige Spezialpapiere herstellt. Zudem wird auf Grundzüge der Papierherstellung eingegangen. Umfassend werden die Erstellung und historische Entwicklung von Wasserzeichen behandelt.
Ebene 5
Die frühere Textilverarbeitung in der Stadt ist thematisiert. Der ausgestellte historische Webstuhl ist noch funktionsfähig. Dazu finden regelmäßig Workshops statt.

## Ausstellungen
Jährlich finden zwei Sonderausstellungen statt.